# Just as Long as We're Together
Just as Long as We're Together è il secondo singolo del cantante e musicista statunitense Prince, pubblicato nel 1978 dalla Warner Bros. Records, e secondo estratto dall'album For You.
La canzone è stata registrata in varie sessioni da Prince e presenta sonorità tipiche della disco music. In particolare la coda finale della traccia è denominata Jelly Jam ed era in precedenza una traccia strumentale a parte.
Il 7" come B-side presenta la canzone In Love, estratta dallo stesso album. Just as Long as We're Together ha raggiunto la posizione numero 91 nella classifica R&B di Billboard.